# ماتیاس و ماکسیم
ماتیاس و ماکسیم (انگلیسی: Matthias & Maxime) یک فیلم در ژانر درام به کارگردانی خاویر دولان است که در سال ۲۰۱۹ منتشر شد. از بازیگران آن می‌توان به آن دروال اشاره کرد.

## بازیگران
- خاویر دولان : ماکسیم
- گابریل دالمیدا : ماتیاس
- پیر لوک فانک : ریوت
- آن دروال : منون
- هریس دیکینسون : McAfee
- میشلین برنارد : فرانسین
- مرلین کاستونگوای : سارا
- کاترین برونه : لیزا
- ساموئل گوتیه : فرانک
- آنتوان پیلون : برس
- ادیب الخالدی : شریف